# Dierdorf
Dierdorf település Németországban, Rajna-vidék-Pfalz tartományban. Lakosainak száma 6026 fő (2023. december 31.).

## Népesség
A település népességének változása:
| Lakosok száma | 4324 | 5663 | 5703 | 5700 | 5792 | 5977 | 6026 |
|               | 1975 | 2015 | 2017 | 2019 | 2021 | 2022 | 2023 |